# NBA Draft 2023
De NBA Draft 2023 was de 77e editie van de jaarlijkse NBA Draft waarmee potentiële kandidaat NBA-basketballers worden gekozen door de verschillende clubs uit de NBA. Om de beurt worden er dan spelers gekozen uit een selectie van Amerikaanse amateurspelers uit de verschillende universiteiten en internationale spelers. De draft werd gehouden op 22 juni 2023 in het Barclays Center in Brooklyn. Er werden voor een tweede jaar op rij maar 58 spelers gekozen omdat de Chicago Bulls en de Philadelphia 76ers elk een draftpick moesten laten vallen omdat ze de NBA-regels rondom Tapping up hadden gebroken. Victor Wembanyama werd als eerste gekozen in de eerste ronde door de San Antonio Spurs. Toumani Camara werd de tweede Belg na Axel Hervelle in 2005 die gekozen werd in de NBA draft.

## Draft
| Ronde | Pick                                             | Speler                  | Positie | Nationaliteit         | Team                   | School / Club            |
| ----- | ------------------------------------------------ | ----------------------- | ------- | --------------------- | ---------------------- | ------------------------ |
| 1     | 1                                                | Victor Wembanyama       | PF/C    | Frankrijk             | San Antonio Spurs      | Metropolitans 92         |
| 1     | 2                                                | Brandon Miller          | SF/SG   | Verenigde Staten      | Charlotte Hornets      | Alabama Crimson Tide     |
| 1     | 3                                                | Scoot Henderson         | PG      | Verenigde Staten      | Portland Trail Blazers | NBA G League Ignite      |
| 1     | 4                                                | Amen Thompson           | PG      | Verenigde Staten      | Houston Rockets        | City Reapers             |
| 1     | 5                                                | Ausar Thompson          | SG/SF   | Verenigde Staten      | Detroit Pistons        | City Reapers             |
| 1     | 6                                                | Anthony Black           | SG/PG   | Verenigde Staten      | Orlando Magic          | Arkansas Razorbacks      |
| 1     | 7                                                | Bilal Coulibaly         | SF      | Frankrijk             | Indiana Pacers         | Metropolitans 92         |
| 1     | 8                                                | Jarace Walker           | PF/SF   | Verenigde Staten      | Washington Wizards     | Houston Cougars          |
| 1     | 9                                                | Taylor Hendricks        | PF      | Verenigde Staten      | Utah Jazz              | UCF Knights              |
| 1     | 10                                               | Cason Wallace           | PG/SG   | Verenigde Staten      | Dallas Mavericks       | Kentucky Wildcats        |
| 1     | 11                                               | Jett Howard             | SF      | Verenigde Staten      | Orlando Magic          | Michigan Wolverines      |
| 1     | 12                                               | Dereck Lively II        | C       | Verenigde Staten      | Oklahoma City Thunder  | Duke Blue Devils         |
| 1     | 13                                               | Gradey Dick             | SF/SG   | Verenigde Staten      | Toronto Raptors        | Kansas Jayhawks          |
| 1     | 14                                               | Jordan Hawkins          | SG      | Verenigde Staten      | New Orleans Pelicans   | UConn Huskies            |
| 1     | 15                                               | Kobe Bufkin             | SG      | Verenigde Staten      | Atlanta Hawks          | Michigan Wolverines      |
| 1     | 16                                               | Keyonte George          | SG      | Verenigde Staten      | Utah Jazz              | Baylor Bears             |
| 1     | 17                                               | Jalen Hood-Schifino     | SG      | Verenigde Staten      | Los Angeles Lakers     | Indiana Hoosiers         |
| 1     | 18                                               | Jaime Jaquez Jr.        | SF      | Mexico                | Miami Heat             | UCLA Bruins              |
| 1     | 19                                               | Brandin Podziemski      | SG      | Verenigde Staten      | Golden State Warriors  | Santa Clara Broncos      |
| 1     | 20                                               | Cam Whitmore            | SF      | Verenigde Staten      | Houston Rockets        | Villanova Wildcats       |
| 1     | 21                                               | Noah Clowney            | PF      | Verenigde Staten      | Brooklyn Nets          | Alabama Crimson Tide     |
| 1     | 22                                               | Dariq Whitehead         | SG      | Verenigde Staten      | Brooklyn Nets          | Duke Blue Devils         |
| 1     | 23                                               | Kris Murray             | PF      | Verenigde Staten      | Portland Trail Blazers | Iowa Hawkeyes            |
| 1     | 24                                               | Olivier-Maxence Prosper | SF      | Canada                | Sacramento Kings       | Marquette Golden Eagles  |
| 1     | 25                                               | Marcus Sasser           | PG      | Verenigde Staten      | Memphis Grizzlies      | Houston Cougars          |
| 1     | 26                                               | Ben Sheppard            | PG      | Verenigde Staten      | Indiana Pacers         | Belmont Bruins           |
| 1     | 27                                               | Nick Smith Jr.          | SG      | Verenigde Staten      | Charlotte Hornets      | Arkansas Razorbacks      |
| 1     | 28                                               | Brice Sensabaugh        | SF      | Verenigde Staten      | Utah Jazz              | Ohio State Buckeyes      |
| 1     | 29                                               | Julian Strawther        | SF      | Puerto Rico           | Indiana Pacers         | Gonzaga Bulldogs         |
| 1     | 30                                               | Kobe Brown              | PF      | Verenigde Staten      | Los Angeles Clippers   | Missouri Tigers          |
| 2     | 31                                               | James Nnaji             | C       | Nigeria               | Detroit Pistons        | Barcelona Bàsquet        |
| 2     | 32                                               | Jalen Pickett           | SG      | Verenigde Staten      | Indiana Pacers         | Penn State Nittany Lions |
| 2     | 33                                               | Leonard Miller          | SF      | Canada                | San Antonio Spurs      | NBA G League Ignite      |
| 2     | 34                                               | Colby Jones             | SG      | Verenigde Staten      | Charlotte Hornets      | Xavier Musketeers        |
| 2     | 35                                               | Julian Phillips         | SF      | Verenigde Staten      | Boston Celtics         | Tennessee Volunteers     |
| 2     | 36                                               | Andre Jackson Jr.       | SG      | Verenigde Staten      | Orlando Magic          | UConn Huskies            |
| 2     | 37                                               | Hunter Tyson            | SF      | Verenigde Staten      | Oklahoma City Thunder  | Clemson Tigers           |
| 2     | 38                                               | Jordan Walsh            | SF      | Verenigde Staten      | Sacramento Kings       | Arkansas Razorbacks      |
| 2     | 39                                               | Mouhamed Gueye          | PF      | Senegal               | Charlotte Hornets      | Washington State Cougars |
| 2     | 40                                               | Maxwell Lewis           | SF      | Verenigde Staten      | Denver Nuggets         | Pepperdine Waves         |
| 2     | 41                                               | Amari Bailey            | SG      | Verenigde Staten      | Charlotte Hornets      | UCLA Bruins              |
| 2     | 42                                               | Tristan Vukčević        | PF/C    | Servië                | Washington Wizards     | KK Partizan              |
| 2     | 43                                               | Rayan Rupert            | SG      | Frankrijk             | Portland Trail Blazers | New Zealand Breakers     |
| 2     | 44                                               | Sidy Cissoko            | SG/SF   | Frankrijk             | San Antonio Spurs      | NBA G League Ignite      |
| 2     | 45                                               | G. G. Jackson           | PF      | Verenigde Staten      | Memphis Grizzlies      | South Carolina Gamecocks |
| 2     | 46                                               | Seth Lundy              | SG      | Verenigde Staten      | Atlanta Hawks          | Penn State Nittany Lions |
| 2     | 47                                               | Mojave King             | SG      | Nieuw-Zeeland         | Los Angeles Lakers     | NBA G League Ignite      |
| 2     | 48                                               | Jordan Miller           | SF      | Verenigde Staten      | Los Angeles Clippers   | Miami Hurricanes         |
| 2     | 49                                               | Emoni Bates             | SF      | Verenigde Staten      | Cleveland Cavaliers    | Eastern Michigan Eagles  |
| 2     | 50                                               | Keyontae Johnson        | SF      | Verenigde Staten      | Oklahoma City Thunder  | Kansas State Wildcats    |
| 2     | 51                                               | Jalen Wilson            | SF      | Verenigde Staten      | Brooklyn Nets          | Kansas Jayhawks          |
| 2     | 52                                               | Toumani Camara          | SF/PF   | België                | Phoenix Suns           | Dayton Flyers            |
| 2     | 53                                               | Jaylen Clark            | SG      | Verenigde Staten      | Minnesota Timberwolves | UCLA Bruins              |
| 2     | 54                                               | Jalen Slawson           | SF      | Verenigde Staten      | Sacramento Kings       | Furman Paladins          |
| 2     | 55                                               | Isaiah Wong             | PG      | Verenigde Staten      | Indiana Pacers         | Miami Hurricanes         |
| 2     | 56                                               | Tarik Biberović         | SF      | Bosnië en Herzegovina | Memphis Grizzlies      | Fenerbahçe               |
| 2     | Chicago Bulls (overgeslagen door tampering)      |                         |         |                       |                        |                          |
| 2     | Philadelphia 76ers (overgeslagen door tampering) |                         |         |                       |                        |                          |
| 2     | 57                                               | Trayce Jackson-Davis    | PF      | Verenigde Staten      | Washington Wizards     | Indiana Hoosiers         |
| 2     | 58                                               | Chris Livingston        | SF      | Verenigde Staten      | Milwaukee Bucks        | Kentucky Wildcats        |

1947 · 1948 · 1949 · 1950 · 1951 · 1952 · 1953 · 1954 · 1955 · 1956 · 1957 · 1958 · 1959 · 1960 · 1961 · 1962 · 1963 · 1964 · 1965 · 1966 · 1967 · 1968 · 1969 · 1970 · 1971 · 1972 · 1973 · 1974 · 1975 · 1976 · 1977 · 1978 · 1979 · 1980 · 1981 · 1982 · 1983 · 1984 · 1985 · 1986 · 1987 · 1988 · 1989 · 1990 · 1991 · 1992 · 1993 · 1994 · 1995 · 1996 · 1997 · 1998 · 1999 · 2000 · 2001 · 2002 · 2003 · 2004 · 2005 · 2006 · 2007 · 2008 · 2009 · 2010 · 2011 · 2012 · 2013 · 2014 · 2015 · 2016 · 2017 · 2018 · 2019 · 2020 · 2021 · 2022 · 2023 · 2024